# Alonso de Montúfar
Pour les articles homonymes, voir Montúfar.
Alonso de Montúfar, né en 1489 à Loja (Espagne) et décédé le 15 mars 1572 à Mexico en Nouvelle-Espagne est un prêtre dominicain espagnol, second archevêque de Mexico. 

## Biographie
Issu d'une famille originaire de Castille il naît près de Grenade où ses parents sont devenus propriétaire terriens après la reconquête de la région sur les Arabes. Très jeune, il désire s'orienter vers la vie religieuse et demande à être reçu chez les Dominicains. Il reçoit sa formation initiale au couvent de Santa Cruz del Real de Grenade. En 1517, il est envoyé à Séville pour y enseigner au collège Saint-Thomas-d'Aquin avant de retourner à Grenade. À Séville où il fait forte impression sur la noblesse locale il est aussi confesseur et guide spirituel. Il est prieur de son couvent lorsqu'il est envoyé en 1536 à Lyon pour participer au chapitre général de son ordre. En 1538, il revient en Espagne. Il est successivement prieur du couvent dominicain d'Almería et de Murcie. Il est prieur du couvent de Grenade lorsque l'Empereur Charles Quint le recommande au pape comme évêque de Mexico en 1551. Il n'est cependant consacré évêque qu'en 1553 et rejoindra Mexico l'année suivante, 6 ans déjà après le décès du précédent évêque de Mexico.
Peu après son arrivée en Nouvelle-Espagne, il convoqua un synode. Lors de ce premier synode de l'histoire mexicaine, la question des droits des Indiens est évoquée. Des roits et des privilèges pour les Indiens sont reconnus, souffrant particulièrement des épidémies la décision de construire plus d'hôpitaux est prise, etc. Alonso de Montúfar dispose de l'appui du vice-roi Luis de Velasco y Ruiz de Alarcón, ce qui l'aidera grandement dans son œuvre d'évangélisation des Indiens. En 1565, il convoque un second synode, cette fois-ci pour mettre en œuvre les nouvelles dispositions de l'Église établies au concile de Trente, ainsi que pour renforcer l'application des mesures prises en faveur des indigènes. 
Outre ses responsabilités au sein de l'Ordre dominicain, il est conseiller théologique pour les tribunaux de l'Inquisition à Grenade, Murcie, Tolède et Séville.
À des fins pastorales, il reconnaît l'authenticité miraculeuse de l'image de Notre-Dame de Guadalupe. 
Au milieu des années 1560, il envoie un prêtre séculier, Juan de Vivero, comme aumônier du galion San Geronimo parti en direction des Philippines nouvellement découvertes par les Espagnols. Juan de Vivero, arrivé dans l'archipel en 1566, y fonde la première église dédiée à l'Immaculée Conception, qui deviendra plus tard la cathédrale du diocèse de Manille après sa création en 1579